# Burjuc (gmina)
Burjuc – gmina w Rumunii, w okręgu Hunedoara. Obejmuje miejscowości Brădățel, Burjuc, Glodghilești, Petrești, Tătărăști i Tisa. W 2011 roku liczyła 873 mieszkańców.